# 役職
役職（やくしょく、official position）とは、役目や職務のこと。特に管理職のことを指す。
特に組織の最上位の意思決定機関（例：取締役会）の構成員である場合には、「役員」と呼ばれることも多い。
一般論として言えば、役職は一般に何らかの責任と職権を伴う、と言うことはできるが、実際には、すっかり形骸化してしまっていて、それらが実際に伴っていないお飾り役職も世には存在する。

## 法律による法人の役職
法人については次のような役職が法律で定められている。

### 法律上の役員
日本の商法、会社法（329条）では株式会社における役員は次のようになっている。
- 取締役および代表取締役
- 会計参与
- 監査役

### 日本の民間企業のいわゆる「役職」
日本の会社法上の規定は規定として厳に存在し、実際、会社法が関わるような場面ではそれが一般に守られるように事務が進められているが、日常の業務運営に関しては、どのような役職・呼称を設置して用いるかについては、各企業の裁量に任されている面が大きい。
次に挙げるのは、運営上用いられることのある（あるいは、しばしば用いられる）役職名である。例えば「会長」「専務」「常務」「部長」「課長」「主任」などは、いずれも会社法上は何ら定め・規定のない役職である。したがって、課長の下に部長を設けたり、常務の下に専務を置いたりすることも全くの自由であるが、強い社会通念のもとで混乱を招きやすいこともあって、実行している企業は滅多にみられない。
一方で「室長」のような十分に社会通念が浸透していない役職の扱いは千差万別で、公務員では課長の下に置かれることが多いのに対し、民間では課長の上であることが多く、専務取締役室長のような肩書きすら見られる。「主任」にも同じ傾向が見られ、主任教授、主任研究員など他の肩書きと結びついて大きな権限を持つケースもある。厳密には外国語であるが、中国などでは国家最高権力者が主任の肩書きという場合すらある。
また役職に伴う権限と責任も企業によって様々である。例えば、専務と常務の違いは特定の業務に専任しているか否かの違いだけであり、法的にはどちらが上との決まりもない。またこれらの役職に「上席」・「補佐」・「代理」・「代行」・「副」・「心得」などを付けた役職を設置する場合もある（例: 課長補佐）。もっともその業務をするというよりは人間関係や給与差などの意味合いが大きい。

#### 主な役職名の一覧
- 1.名誉顧問
- 2.最高顧問
- 3.顧問
- 4.相談役
- 5.名誉会長
- 6.会長
- 7.社長
- 8.副社長（表見代表取締役[2]）
- 9.専務取締役（旧商法では、専務取締役、常務取締役とも「表見代表取締役」として例示されていたが、2006 年施行の会社法では例示から外され、必ずしも「その他株式会社を代表すると認められる名称」では無くなった。[3]）
- 10.常務取締役
- 11.監査役
- 12.執行役員
- 13.社外取締役
- 14.本部長
- 15.事業部長
- 16.参与
- 17.局長
- 18.部長
- 19.次長
- 20.課長
- 21.課長補佐
- 22.室長
- 23.班長
- 24.係長
- 25.主任

他に「グループリーダー」という役職が途中に入り込む企業もある。

#### 欧米
欧米の企業では最高経営責任者 (CEO)、最高執行責任者 (COO) 、最高財務責任者(CFO)、最高技術責任者(CTO)、最高知識責任者(CKO)、最高情報責任者(CIO)、最高戦略責任者(CSO)といった役職が責任範囲を非常に明快にした形で存在するが、日本でもそれに倣って「CEO」「COO」を定める企業も最近では出てきている。

#### その他
上述のごとく、日常の業務運営上は役職の名称は組織ごとに自由であるので、各組織はその業務内容に応じた様々な役職を設置している。例えばシンクタンクでは「フェロー」「主幹研究員」「主任研究員」「研究員」などの役職が主に採用されている。また、しばしば「マネージャー」「チーフ」など、各組織や各部門の独自の論理で柔軟に名称をつけている例は多い。

## 日本の行政組織の代表的な役職

### 中央官庁
中央官庁（本省）では、
- 事務次官
- 省名審議官
- 官房長、局長、政策統括官、本部長
- 部長、総括審議官
- 次長、審議官
- 官房三課長
- 課長、参事官
- 室長、企画官、調査官
- 上席〇〇専門官、課長補佐、専門官、主幹
- 係長、主査、専門職
- 主任
- 係員

その他それぞれの職場における役職は特定の階級や職責等で任用される場合があるが、課長・係長等における相応の階級等で任用されずにそれ以上の階級である者が便宜上下級クラスの役職を拝命する場合もある（部長相当級の階級であるが、係長として任用されている例など）。

### 地方公共団体

#### 東京都
- 局長
- 本部長、次長、技監、理事
- 部長、担当部長
- 統括課長
- 課長、担当課長、専門課長
- 統括課長代理
- 課長代理
- 主任
- 主事

#### 道府県
- 部長、本部長又は局長、参事、理事など
- 次長又は局長、参事、副理事など
- 課長、副参事、参事など
- 課長補佐、主幹、副参事など
- 係長、副主幹、主査など
- 主任
- 主事、技師

地方公務員の場合は国家公務員ほど採用試験を受けた時点で将来に差が出ることはあまりないが、入庁後の昇進試験等により明確な差が出る役所もある（東京都など）。

### 行政系の団体
日本の行政系の団体などでは次のような役職が存在する。
- 名誉理事長、名誉総裁
- 理事長（株式会社の代表取締役におおむね相当）
- 会長（株式会社の代表取締役におおむね相当）
- 理事（取締役）

理事長と会長が並存する場合もある。理事のうち、常勤のものが、 専務理事、 常務理事、となり有給とされることが多い。所管の官庁から天下りした者は、多くが専務理事、常務理事となる。業界団体では他の理事は、加盟している企業の代表者が非常勤、無給で就任し、年数回の理事会に出席するだけのことが多い。また、他に学識経験者がやはり名を連ねているだけのことも多い。天下りの役員でもほとんど仕事らしい仕事しないで退職する場合と、団体の事務としての仕事はかなりある場合とさまざまである。
- 監事（監査役におおむね相当）
- 会計参与 - 理事と共同して計算書類等を作成する

その他、独立行政法人通則法に独立行政法人の役員として「法人の長」が、地方道路公社法に地方道路公社の役員として「理事長」「副理事長」が規定されるなど、法律ごとに上記以外の役員が存在する場合がある。